# 4. armada (NOVJ)
4. armada je bila partizanska armada, ki je delovala kot del NOV in POJ v Jugoslaviji med drugo svetovno vojno.
Armada je bila ustanovljena 1. marca 1945 z ukazom vrhovnega poveljnika maršala Josipa Broza - Tita.

## Zgodovina
Za komandanta je bil imenovan generallajtnant Petar Drapšin, politični komisar ppolkovnik Boško Šiljegović, načelnik štaba polkovnik Pavle Jakšić. Armada je nastala s preureditvijo 8. korpusa (4. divizije in 4 samostojne brigade) in se nato krepila z vključitvijo novih enot (dveh divizij 4. korpusa, dveh divizij 11. korpusa in ene divizije 2. korpusa), v operativni zvezi z njo sta bila tudi slovenski 7. korpus in komanda severnega Jadrana. V sklepnih bojih za osvoboditev Jugoslavije je opravila tri velike operacije: liškoprimorsko (20. marec - 15. april), reško bitko (16. april - 7. maj) in tržaško operacijo (29. april - 3. maj). V njih je uničila nemški 15. gorski korpus in uničila oziroma zajela 97. korpus ter osvobodila Liko, Hrvatsko primorje, Gorski kotar, Istro, del Slovenskega primorja in Trst z okolico. Skupaj z 9. korpusom in 43. istrsko divizijo je osvobajala slovensko ozemlje, ki je po 1. svetovni vojni prišlo pod Italijo. Njen motorizirani odred je prispel celo v osrednji del Koroške, 29. hercegovska divizija pa je sodelovala tudi pri osvoboditvi območja med Postojno in  Ljubljano.

## Sestava
1. marec 1945
- 9. divizija
- 19. divizija
- 20. divizija
- 26. divizija